# قطار گز گدعلی
قطار گز گدعلی یک روستا در ایران است که در شهرستان سیرجان واقع شده‌است.